# Валентин Потоцький
Граф Валентин Потоцький (пол. Walentyn Potocki), також відомий як Абрагам бен Абрагам (івр. אברהם בן אברהם), (приб. 1720 — 24 травня 1749, Вільнюс) — легендарний шляхтич з роду Потоцьких, який офіційно змінив віру, перейшови з католицизму в юдаїзм, був засуджений церковним судом і спалений на вогнищі. Серед євреїв Литви відомий також як Гер-ГаЦадік (івр. גר הצדק — «Праведний Прозеліт») і шанується ними як мученик. Згідно з усними єврейськими переказами прах Валентина Потоцького був похований в одній могилі разом з шанованим литовським рабином Віленським Ґаоном, який був духовним наставником графа у часи його єврейства.

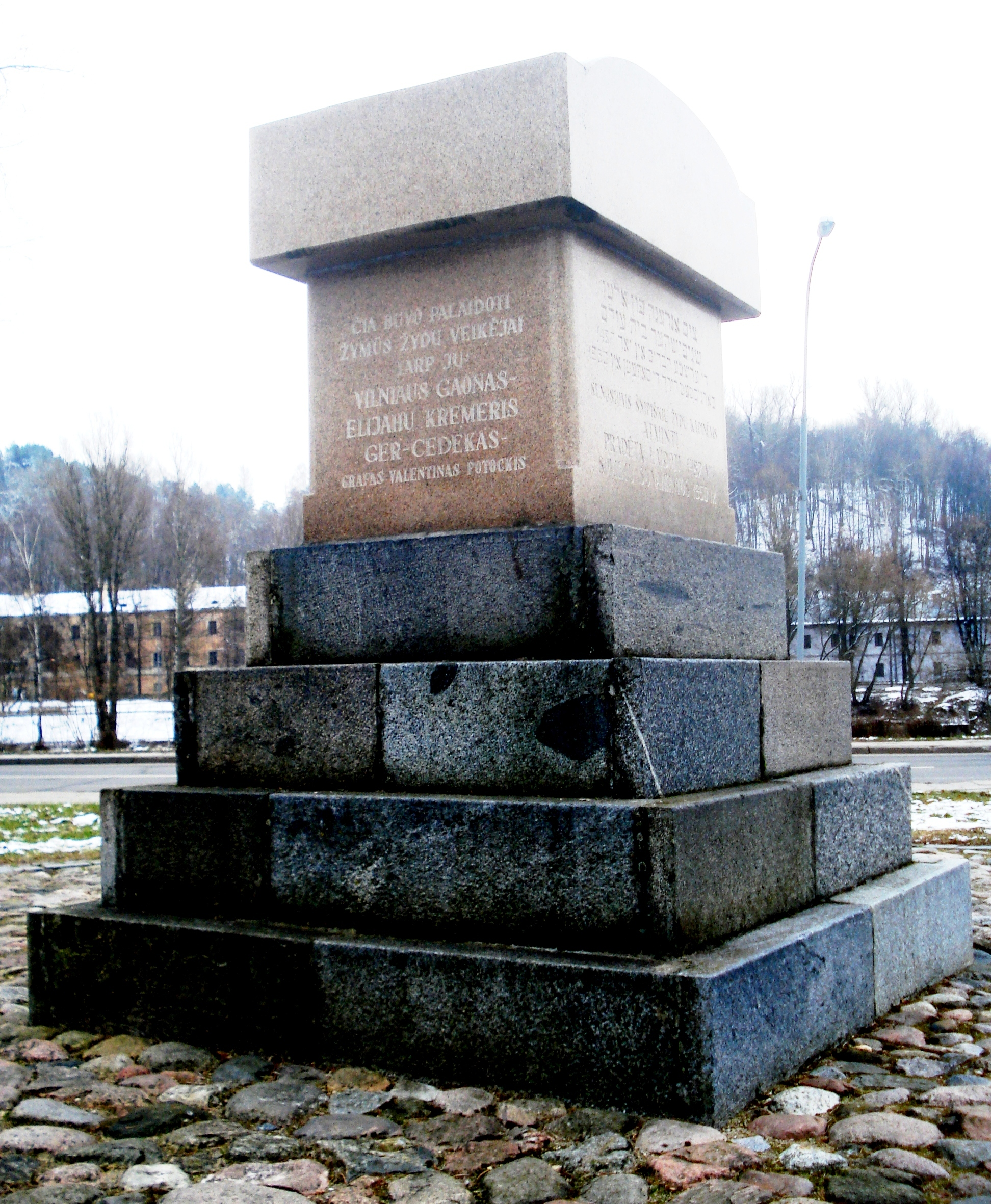
Пам'ятний камінь на місці колишнього єврейського цвинтаря у Вільнюсі, де згідно із написом спочивають Віленський Ґаон і Гер-ГаЦадік

Деякі сучасні історики ставлять легенду під сумнів, оскільки в її основі напрочуд мало історичних даних, окрім кількох джерел XIX ст., які посилаються на незадокументовані усні перекази. Польські історики Януш Тазбір і Магда Тетер здебільшого вважали Валентина Потоцького вигаданим персонажем. Відсутність підтверджень існування такої людини євреї пояснюють дією тодішньої римо-католицької цензури, яка знищила про нього усі згадки. Справжня історія Валентина Потоцького не встановлена і досі.